# Hydriomena nevadae
Hydriomena nevadae là một loài bướm đêm trong họ Geometridae.